# Kurowice (gmina)
Kurowice – dawna gmina wiejska w powiecie przemyślańskim województwa tarnopolskiego II Rzeczypospolitej. Siedzibą gminy były Kurowice.
Gminę utworzono 1 sierpnia 1934 r. w ramach reformy na podstawie ustawy scaleniowej z dotychczasowych gmin wiejskich: Alfredówka, Kurowice, Peczenia, Sołowa, Turkocin i Wyżniany.
Po wybuchu II wojny światowej okupowana przez ZSRR. W 1941 roku przejęta przez władze hitlerowskie, którzy włączyli ją do powiatu złoczowskiego w dystrykcie Galicja w Generalnym Gubernatorstwie. Tam gmina Kurowice uległa zmianom granic, kiedy przyłączono do niej obszar przedwojennej gminy Pohorylce (Hanaczów, Hanaczówka, Łahodów, Podhajczyki, Pohorylce, Stanimirz, Unterwalden i Zaciemne).
Po II wojnie światowej obszar gminy został odłączony od Polski i włączony do Ukraińskiej SRR w ZSRR.